# Coamila, San Luis Potosí
Coamila är en ort i Mexiko.   Den ligger i kommunen Coxcatlán och delstaten San Luis Potosí, i den centrala delen av landet, 230 km norr om huvudstaden Mexico City. Coamila ligger 167 meter över havet och antalet invånare är 248.
Terrängen runt Coamila är varierad. Runt Coamila är det ganska tätbefolkat, med 100 invånare per kvadratkilometer. Närmaste större samhälle är Villa Terrazas, 6,8 km sydost om Coamila. I omgivningarna runt Coamila växer huvudsakligen savannskog.